# Leptonereis zebra
Leptonereis zebra är en ringmaskart som beskrevs av Rullier 1963. Leptonereis zebra ingår i släktet Leptonereis och familjen Nereididae. Inga underarter finns listade i Catalogue of Life.